# Claudio Mezzadri
Claudio Mezzadri (* 10. Juni 1965 in Locarno) ist ein ehemaliger Schweizer Tennisspieler.

## Leben
Mezzadri wurde 1983 Tennisprofi. Im darauf folgenden Jahr erreichte er in Florenz erstmals einen Viertelfinal auf der ATP Tour. Mit Gianni Ocleppo stand er 1986 erstmals in einem Doppelfinal. 1987 wurde sein erfolgreichstes Jahr im Profitennis. Er gewann in Genf seinen ersten und einzigen Einzeltitel durch einen Finalsieg über Tomáš Šmíd; zudem konnte er zwei Doppeltitel erringen, darunter den beim Masters-Turnier in Paris. Zwei weitere Male stand er in einem Doppelfinal. In den folgenden beiden Jahren gewann er zwei weitere Doppeltitel und nahm an zwei weiteren Endspielen teil. 1992 stand er im Einzelfinal von Charlotte, unterlag dort jedoch MaliVai Washington. Seine höchste Notierung in der Tennisweltrangliste erreichte er 1987 mit Position 26 im Einzel sowie 1988 mit Platz 23 im Doppel.
Sein bestes Einzelresultat bei einem Grand-Slam-Turnier war das Erreichen der zweiten Runde bei den Australian Open, in Wimbledon 1986 und bei den US Open 1988. Im Doppel erreichte er 1987 bei den US Open den Achtelfinal.
Mezzadri bestritt zwischen 1987 und 1991 15 Einzel- sowie 5 Doppelpartien für die Schweizer Davis-Cup-Mannschaft. Unter anderem besiegte er Henri Leconte bei der Erstrundenbegegnung der Weltgruppe 1988, welche die Schweiz mit 1:4 gegen Frankreich verlor.

## Erfolge
| Legende                                 |
| Grand Slam                              |
| Tennis Masters Cup                      |
| ATP Masters Series                      |
| ATP International Series Gold           |
| ATP International Series Grand Prix (5) |
| ATP Challenger Series (5)               |

| ATP-Titel nach Belag |
| Hartplatz (0)        |
| Sand (3)             |
| Rasen (0)            |
| Teppich (2)          |

### Einzel

#### Turniersiege

##### ATP Tour
| Nr. | Datum              | Turnier | Belag | Finalgegner | Ergebnis |
| --- | ------------------ | ------- | ----- | ----------- | -------- |
| 1.  | 14. September 1987 | Genf    | Sand  | Tomáš Šmíd  | 6:4, 7:5 |

##### Challenger Tour
| Nr. | Datum           | Turnier | Belag | Finalgegner      | Ergebnis |
| --- | --------------- | ------- | ----- | ---------------- | -------- |
| 1.  | 11. August 1991 | Cervia  | Sand  | Frédéric Fontang | 6:3, 6:3 |

#### Finalteilnahmen
| Nr. | Datum        | Turnier   | Belag | Finalgegner        | Ergebnis |
| --- | ------------ | --------- | ----- | ------------------ | -------- |
| 1.  | 10. Mai 1992 | Charlotte | Sand  | MaliVai Washington | 3:6, 3:6 |

### Doppel

#### Turniersiege

##### ATP Tour
| Nr. | Datum            | Turnier    | Belag       | Partner         | Finalgegner                 | Ergebnis      |
| --- | ---------------- | ---------- | ----------- | --------------- | --------------------------- | ------------- |
| 1.  | 23. März 1987    | Nancy      | Teppich (i) | Ramesh Krishnan | Grant Connell Larry Scott   | 6:4, 6:4      |
| 2.  | 2. November 1987 | Paris      | Teppich (i) | Jakob Hlasek    | Scott Davis David Pate      | 7:6, 6:2      |
| 3.  | 19. Juni 1989    | Bari       | Sand        | Simone Colombo  | Sergio Casal Javier Sánchez | 0:6, 6:3, 6:3 |
| 4.  | 21. August 1989  | San Marino | Sand        | Simone Colombo  | Pablo Albano Gustavo Luza   | 6:4, 6:1      |

##### Challenger Tour
| Nr. | Datum           | Turnier          | Belag | Partner          | Finalgegner                            | Ergebnis      |
| --- | --------------- | ---------------- | ----- | ---------------- | -------------------------------------- | ------------- |
| 1.  | 27. Januar 1985 | Agadir           | Sand  | Paolo Canè       | Alessandro De Minicis Olli Rahnasto    | 6:4, 6:4      |
| 2.  | 5. Mai 1985     | Parioli          | Sand  | Patrizio Parrini | Paolo Canè Simone Colombo              | 6:4, 3:6, 6:4 |
| 3.  | 30. März 1986   | Marrakesch       | Sand  | Paolo Canè       | Jordi Arrese Jorge Bardou              | 0:6, 6:1, 6:4 |
| 4.  | 5. Juli 1987    | Clermont-Ferrand | Sand  | Mansour Bahrami  | Christophe Lesage Jean-Marc Piacentile | 6:3, 7:5      |

#### Finalteilnahmen
| Nr. | Datum              | Turnier   | Belag         | Partner        | Finalgegner                         | Ergebnis      |
| --- | ------------------ | --------- | ------------- | -------------- | ----------------------------------- | ------------- |
| 1.  | 5. Oktober 1986    | Palermo   | Sand          | Gianni Ocleppo | Paolo Canè Simone Colombo           | 5:7, 3:6      |
| 2.  | 19. April 1987     | Nizza     | Sand          | Gianni Ocleppo | Sergio Casal Emilio Sánchez Vicario | 4:6, 3:6      |
| 3.  | 3. Mai 1987        | Hamburg   | Sand          | Jim Pugh       | Miloslav Mečíř Tomáš Šmíd           | 6:4, 6:7, 2:6 |
| 4.  | 18. September 1988 | Barcelona | Sand          | Diego Pérez    | Sergio Casal Emilio Sánchez Vicario | 4:6, 3:6      |
| 5.  | 8. Oktober 1989    | Basel     | Hartplatz (i) | Omar Camporese | Udo Riglewski Michael Stich         | 3:6, 6:4, 0:6 |